# Lac Magadi
Le lac Magadi est un lac de soude, salé, endoréique d'origine tectonique situé au Kenya.

## Description
Il couvre une superficie d'environ 100 kilomètres carrés, qui se trouve dans un bassin endoréique formé par un graben. Le lac est un exemple de « pan salin ». L'eau du lac, qui est une saumure dense de carbonate de sodium, précipite de grandes quantités de trona minéral (sesquicarbonate de sodium). Par endroits, le sel atteint jusqu'à 40 m d'épaisseur. Le lac est rechargé principalement par des sources chaudes salines (températures jusqu'à 86 ° C) qui se déversent dans des « lagunes » alcalines autour des bords du lac, il y a peu de ruissellement de surface dans cette région aride. La plupart des sources chaudes se trouvent le long des rives nord-ouest et sud du lac. Pendant la saison des pluies, une fine couche (moins de 1 m) de saumure recouvre une grande partie du bac salin, mais celle-ci s'évapore rapidement en laissant une vaste étendue de sel blanc qui se fissure pour produire de grands polygones. Une seule espèce de poisson, un cichlidé Alcolapia grahami, habite les eaux chaudes et très alcalines de ce bassin lacustre et est couramment observée dans certaines des piscines thermales autour du rivage, où la température de l'eau est inférieure à 45 ° C.
Le lac Magadi n'a pas toujours été aussi salin. Il y a plusieurs milliers d'années (de la fin du Pléistocène au milieu de l'Holocène en période humide africaine), le bassin de Magadi abritait un lac d'eau douce avec de nombreux poissons, dont les restes sont conservés dans les Hauts Lits de Magadi, une série de sédiments lacustres et volcanoclastiques conservés dans divers endroits autour du littoral actuel. Des preuves existent également pour plusieurs lacs précurseurs du Pléistocène plus anciens qui étaient beaucoup plus grands que l'actuel lac Magadi. Parfois, le lac Magadi et le lac Natron étaient unis en un seul lac plus grand.
Le lac Magadi est également bien connu pour ses vastes gisements de chert siliceux. Il existe de nombreuses variétés, notamment des cherts lités qui se sont formés dans le lac et des corps intrusifs en forme de digue qui ont pénétré à travers les sédiments sus-jacents alors que la silice était molle. Le plus célèbre est le « chert de type Magadi », qui s'est formé à partir d'une magadiite précurseur minérale de silicate de sodium qui a été découverte au lac Magadi en 1967.
La magadiite, un minéral rare de silicate de sodium hydraté, a été découverte il y a environ 50 ans dans les sédiments autour du lac Magadi, un lac alcalin hypersalin alimenté par des sources chaudes dans le semi-aride sud de la vallée du Grand Rift au Kenya. Aujourd'hui ce milieu lacustre hostile exclut la plupart des organismes à l'exception des extrêmophiles microbiens, quelques invertébrés (essentiellement des insectes), des poissons très adaptés (Alcolapiasp.), et des oiseaux dont les flamants roses. Les terriers découverts dans les affleurements des hauts lits de Magadi (~ 25–9 ka) qui sont antérieurs au bac salin moderne (trona) montrent que les coléoptères et autres invertébrés habitent cet environnement extrême lorsque les conditions deviennent plus favorables. Les terriers (à l'échelle du cm) préservés dans la magadiite dans les hauts lits de Magadi sont remplis de boue, de limon et de sable provenant des sédiments sus-jacents. Leur contexte stratigraphique révèle des cycles ascendants allant de la boue à la boue-magadiite interlaminée à la magadiite en unités à l'échelle dm. Les terriers se sont formés lorsque le fond du lac est devenu plus frais et oxygéné, après une période où la magadiite s'est précipitée dans les eaux salines peu profondes. Les terriers, probablement produits par des coléoptères,
Le canton de Magadi se trouve sur la rive est du lac et abrite l'usine Magadi Soda, détenue par Tata India depuis décembre 2005. Cette usine produit du carbonate de soude , qui a une gamme d'utilisations industrielles.
Le lac est présenté dans le film de Fernando Meirelles The Constant Gardener, qui est basé sur le livre du même nom de John le Carré, et est utilisé comme remplaçant pour le lac Turkana dans le nord du Kenya, où le livre et le film se déroulent.
Une chaussée qui traverse le lac permet d'accéder à la zone à l'ouest du lac (escarpement de Nguruman). Récemment, l'hébergement pour les touristes est fourni dans des tentes en toile climatisées,.